# ジェニー・マユコ・ワカナ
ジェニー・マユコ・ワカナ（Jenny Mayuko Wakana、若菜 麻友子、1979年5月29日 - ）は、日本の実業家。米国・ロサンゼルス出身。エアアジア・ジャパン株式会社取締役元社長、キャスキッドソンジャパン株式会社前社長。

## 人物・経歴
アメリカ合衆国・ロサンゼルス出身。上智大学比較文化学部（現・国際教養学部）卒業。2001年、MARTHA STEWART JAPAN編集者。2003年、HEIDRICK&STRUGGLES（東京）人材戦略設計主幹。2005年、COACH（米国・NEW YORK）国際広報宣伝上級部長に就任。2013年、エアアジアグループ本社（マレーシア）に入社し、エアアジアグループCEO直属経営戦略・広報担当部長に就任。同社CEOであるトニー・フェルナンデスの側近としてコミュニケーション・戦略分野で活躍。2017年、エアアジア・ジャパンのコンサルタントに就任。同年12月、同社取締役社長に就任。
2019年12月にエアアジア・ジャパン取締役社長を退任。その後はキャスキッドソンジャパン社長を務めていたが、キャスキッドソンジャパンが2020年4月に破産手続開始決定を受けたことから、キャスキッドソンジャパンの社長を失職した。